# قشلاق ديز
قشلاق ديز هي قرية في مقاطعة خلخال، إيران. يقدر عدد سكانها بـ 173 نسمة بحسب إحصاء 2016.